# تينا جورج
تينا جورج (بالإنجليزية: Tina George) هي مصارعة الهواة أمريكية، ولدت في 5 نوفمبر 1978 في كليفلاند في الولايات المتحدة.

## روابط خارجية
- تينا جورج على موقع قاعدة بيانات المصارعة الدولية (الإنجليزية)